# Kleine doolhofspin
De kleine doolhofspin (Allagelena gracilens) is een spinnensoort uit de familie trechterspinnen (Agelenidae). De wetenschappelijke naam van de soort werd, als Araneus ovatus, in 1841 gepubliceerd door Carl Ludwig Koch. De soort werd in 2006 in het geslacht Allagelena geplaatst.

## Voorkomen
De soort komt voor van Midden-Europa en het Middellandse Zeegebied tot Midden-Azië, inclusief Nederland.